# Alfred Thuillier
Alfred Thuillier est un homme politique français né le 27 septembre 1839 à Vignacourt (Somme) et décédé le 24 novembre 1912 à Paris.
Entrepreneur en plomberie et couverture, il est vice-président de la chambre syndicale des entrepreneurs en 1879, vice-président de la société des ingénieurs et architectes de France. Conseiller municipal de Paris en 1890, conseiller général de la Seine, il est président du conseil général en 1898. Il est sénateur de la Seine de 1899 à 1909, inscrit au groupe de la Gauche démocratique. 
Il est inhumé au cimetière du Père-Lachaise (56e division).

## Sources
- « Alfred Thuillier », dans le Dictionnaire des parlementaires français (1889-1940), sous la direction de Jean Jolly, PUF, 1960 [détail de l’édition]